# 克强指数
克强指数或称李克强指数，是以前中华人民共和国国务院总理李克强命名的衡量经济发展状况的指标。最早由英国政经杂志《经济学人》于2010年提出，源于李克强在2007年任职中共辽宁省委书记时，向当时来访的美国驻华大使雷德解释，用于更加精确不受影响地分析当地经济状况的数据。他更倾向通过全省铁路货运量、用电量和银行已放贷款量，作为指标因素来追踪辽宁经济变化，以挤掉统计数字的水分。

## 概述
克强指数一度被花旗银行等国际机构认可。克强指数包括耗电量、铁路货运量和银行贷款发放量三个指标组成，分別佔比重40%、25%及35%。
{\displaystyle \mathbf {I} _{k}=40\%E+25\%V+35\%L}
其中，{\displaystyle \mathbf {I} _{k}}为克强指数，{\displaystyle E}为耗电量，{\displaystyle V}为铁路货运量；{\displaystyle L}为银行贷款发放量。克强指数与中华人民共和国公布的国内生产总值（GDP）走势总体一致，但上下波动方面，克强指数表现会更剧烈，更能反映中国经济状况。《经济学人》也认为，克强指数比中国官方的GDP数字更能真实的反映中国经济的现实状况。有学者分析，克强指数更能精确地反映中国经济现状，比如耗电量可以准确反映中国地区工业生产活跃度以及工厂开工率；铁路货运量能反映经济运行现状，以及经济运行效率，因为铁路是中国货运的最大载体。此外中国间接融资占社会融资总量高达80%以上（2002年至2013年平均值为87.8%），银行贷款又占间接融资的核心，贷款发放量可以反映市场对当前经济的信心，也可用于预判未来经济风险。此外，耗电量、铁路货运量和银行贷款发放量三个指标涉及电网、铁路、银行的具体业绩核算，很难有作假空间和动机，数据获得较为容易、真实。而政府主导的投资刺激虽然影响铁路货运量和银行贷款发放量，但是却与权重最高的耗电量并不直接挂钩，因此克强指数可以规避由政府投资而产生的宏观经济误判风险。2015年开始，克强指数开始出现失真情况。当年克强指数呈现出了持续下行的态势，然而从GDP同比与工业增加值增速上看，并没有出现大幅下行。2016年，克强指数出现了持续上行的态势，但经济增长平淡。因为其失真，克强指数逐渐被遗忘。
2015年，李克强为《经济学人》年刊撰文，提到“克强指数”三个指标“用电量”、“铁路货运量”和“新增银行贷款”，与经济运行状况的关联系数已经发生变化。他强调未来会更加关注就业、居民收入和生态环境的持续改善。如此，外界就将就业、居民收入和单位能耗等环保指标的加入构成了“新克强指数”。